# Riethnordhausen
Riethnordhausen è un comune di 997 abitanti della Turingia, in Germania.

Appartiene al circondario rurale di Sömmerda e alla comunità amministrativa (Verwaltungsgemeinschaft) di Straußfurt.